# Dudley FitzGerald-de Ros (23e baron de Ros)
Dudley Charles FitzGerald-de Ros, 23e baron de Ros de Helmsley, (11 mars 1827-29 avril 1907) est un militaire, un courtisan et le premier baron d'Angleterre.

## Biographie
Il est le fils de William FitzGerald-de Ros (22e baron de Ros) et de Lady Georgiana Lennox. Il est né à Brighton.
Il achète une commission de cornet et de sous-lieutenant dans les 1st Life Guards le 7 février 1845, succédant au vicomte Seaham et une lieutenance le 5 mai 1848 lorsque Seaham se retire. Il achète une capitainerie le 31 octobre 1851, succédant à Thomas Myddelton Biddulph, et le 30 août 1859, il achète une commission comme commandant et lieutenant-colonel à la retraite de James Hogg. Il est breveté colonel le 30 août 1864 et prend sa retraite avec demi-solde le 29 mai 1872.
Il est écuyer du Prince Consort de 1853 à 1861, puis de la reine Victoria de 1861 à 1874. Il est également Lord-in-waiting du Parti conservateur de 1874 à 1880, de 1885 à 1886 et de 1886 à 1892.
Lord de Ros est nommé Chevalier de l'Ordre de Saint-Patrick (KP) dans la liste des honneurs du couronnement de 1902 publiée le 26 juin 1902  et est investi par le Lord lieutenant d'Irlande, George Cadogan (5e comte Cadogan), au château de Dublin le 11 août 1902.

## Famille
Il épouse Lady Elizabeth Egerton (5 juillet 1832 - 14 mars 1892), fille de Thomas Egerton (2e comte de Wilton), à Heaton, Lancashire, le 12 octobre 1853, puis se remarie à Mary Geraldine Mahon (décédée le 28 décembre 1921), fille de William Mahon, 4e baronnet, à Londres le 14 janvier 1896. Par sa première femme, il a une fille: 
- Mary FitzGerald-de Ros (née en 1854), qui succède à son père à sa mort[2]

Le 23e baron n'a pas d'enfants de sa seconde épouse. Il est décédé à Old Court, County Down.